# 4451-es mellékút (Magyarország)
A 4451-es számú mellékút egy körülbelül 8 kilométer hosszú, négy számjegyű országos közút Csongrád-Csanád vármegye területén; Csanádpalota városát köti össze Nagylakkal, illetve a 43-as főúttal és az M43-as autópálya országhatár előtti utolsó csomópontjával.

## Nyomvonala
Csongrád-Csanád vármegye Makói járásában, ezen belül Csanádpalota közigazgatási területén, a város belterületének nyugati szélétől pár száz méterre délnyugatra ágazik ki a 4434-es útból, annak 69,600-as kilométerszelvénye táján. Nagyjából déli irányban indul, és alig 900 méter után eléri Kövegy keleti határszélét, onnantól egy darabig a határvonalat kísérve húzódik tovább. Így éri el (és keresztezi), 2,3 kilométer megtétele után az M43-as autópálya nyomvonalát, amely itt 54 kilométer teljesítésén van túl. A sztrádának csomópontja is van itt, amelynek le- és felhajtó ágai az út egy-egy körforgalmába csatlakoznak: a Budapest felé vezető irányt kiszolgáló ágak (43 538, 43 539) az úttól keletre, az országhatár felé vezető irány kiszolgáló ágai (43 536, 43 537) pedig attól nyugatra húzódnak.
A 3,150-es kilométerszelvénye táján az út elhagyja Kövegy határát és ismét teljesen csanádpalotai területre ér, kevéssel ezután azonban eléri a város és Nagylak határát, a folytatásban azt kezdi kísérni. 4,9 kilométer után  egy kisebb irányváltással teljesen nagylaki területre ér, ahol nem sokkal ezután keresztezi a MÁV 121-es számú Kétegyháza–Újszeged-vasútvonalának vágányait, Nagylaki Kendergyár megállóhely déli szélénél.
5,7 kilométer után egy elágazáshoz ér: tovább egyenesen délkelet felé a 448-as főút vezet a nagylaki határátkelőhely irányába, a 4451-es pedig délnyugatnak veszi az irányt. 6,2 kilométer megtételét követően belép Nagylak belterületére, ahol a vasúttal párhuzamosan húzódik, egy darabig Nyárfa sor, majd Pacsirta utca, végül Petőfi utca néven. Így halad el Nagylak vasútállomás mellett, majd nem sokkal azután véget is ér, beletorkollva a 43-as főútba, annak 51,700-as kilométerszelvényénél.
Teljes hossza, az országos közutak térképes nyilvántartását szolgáló kira.gov.hu adatbázisa szerint 8,006 kilométer.

## Települések az út mentén
- Csanádpalota
- (Kövegy)
- Nagylak

## Története
A kira.gov.hu térképe az autópálya-csomóponttól délre eső szakaszát 448-as főútként, a Nagylak belterületén húzódó szakaszát pedig 4458-as számozással tünteti fel, miközben a távolsági adatait mindvégig a 4451-es útszámozással szerepelteti. Még tisztázást igényel, hogy ezek az útszámok korábbi, vagy épp ellenkezőleg, bevezetés alatt lévő állapotot mutatnak-e.